# Okeechobee (miasto)
Okeechobee – miasto w Stanach Zjednoczonych, w stanie Floryda, siedziba administracyjna hrabstwa Okeechobee.